# Estrutura vestigial

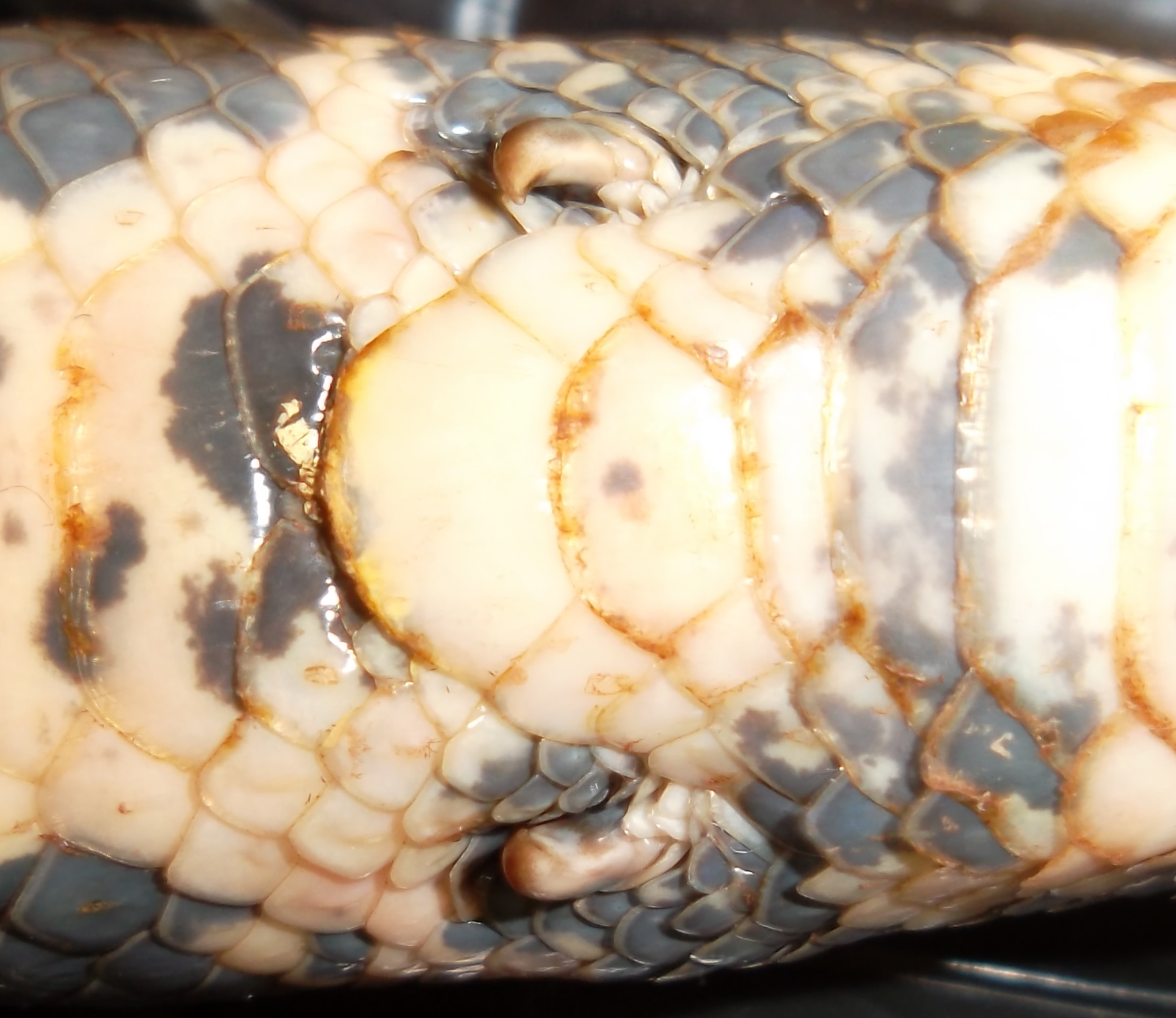
Vestígios de membros traseiros em uma jiboia (esporões pélvicos).

Estruturas vestigiais são órgãos, tecidos, células ou estruturas presentes num organismo vivo que perderam ou modificaram a sua funcionalidade e não exercem mais a sua principal função anterior, a qual era exercida em seus ancestrais. Elas são frequentemente chamadas órgãos vestigiais, embora muitas delas não sejam realmente órgãos e sejam enganosamente retratadas como estruturas sem nenhuma utilidade. Apesar de terem perdido ou diminuído sua principal função, as estruturas podem continuar a exercer tarefas secundárias e muitas vezes é possível reconhecer seu papel em outras espécies ancestrais ou relacionadas por derivação de ancestralidade comum.
Para todos os fins, a definição da comunidade científica sobre vestigialidade, de forma resumida, é a seguinte:
| “ | Estrutura vestigial é uma estrutura que perdeu ou modificou a sua funcionalidade de forma que não exerce mais a sua principal função anterior. Logo, ainda que uma estrutura possa ter se tornado vestigial para seu propósito adequado ou sua principal função, ela pode continuar a exercer papéis anatômicos secundários que eram realizados anteriormente. | ” |

## Histórico

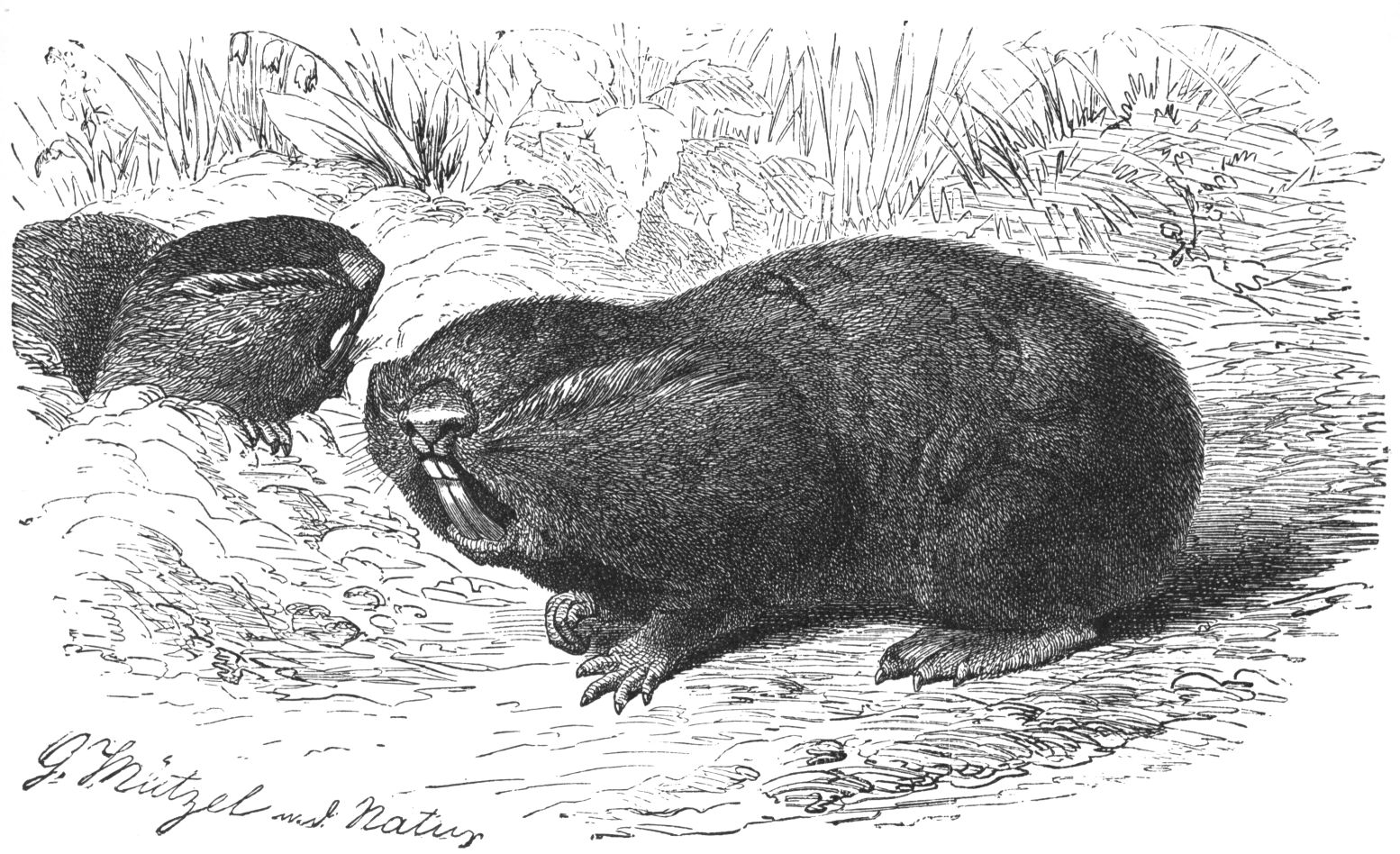
O rato-toupeira cego (Spalax typhlus) tem olhos minúsculos completamente cobertos por uma camada de pele.

Estruturas vestigiais foram notadas desde os tempos antigos, e a razão de sua existência foi especulada por muito tempo antes que a evolução darwiniana fornecesse uma explicação amplamente aceita. No entanto, foi a teoria da evolução que forneceu uma explicação científica abrangente na qual essas estruturas eram remanescentes de características ancestrais. 
Aristóteles foi um dos primeiros escritores a comentar em sua História dos Animais, ainda no século IV a.C., que os olhos das  toupeiras seriam vestigiais chamando-os de "atrofiados no desenvolvimento" devido ao fato de que as toupeiras mal conseguem ver. No entanto, apenas nos últimos séculos os vestígios anatômicos se tornaram um assunto de estudo sério.
Étienne Geoffroy Saint-Hilaire que estava focado na teoria do desenvolvimento embrionário e na compreensão das relações entre os diferentes grupos de animais forneceu contribuições que ajudaram a estabelecer as bases para o estudo evolutivo da anatomia comparada. Em 1798 o naturalista abordou estruturas vestigiais usando o termo "rudimento", que era bastante explorado:
| “ | Embora inúteis nesta circunstância, esses rudimentos... não foram eliminados, porque a Natureza nunca trabalha por saltos rápidos, e ela sempre deixa vestígios de um órgão, embora seja completamente supérfluo, se esse órgão desempenha um papel importante em outras espécies da mesma família. | ” |

Jean-Baptiste Lamarck citou uma série de estruturas vestigiais em seu livro de 1809, Philosophie Zoologique. Lamarck descreveu que o Spalax, que vive no subsolo como uma toupeira e que aparentemente fica exposto à luz do dia ainda menos, perdeu totalmente o uso da visão de modo que não mostrava nada mais do que vestígios desse órgão.

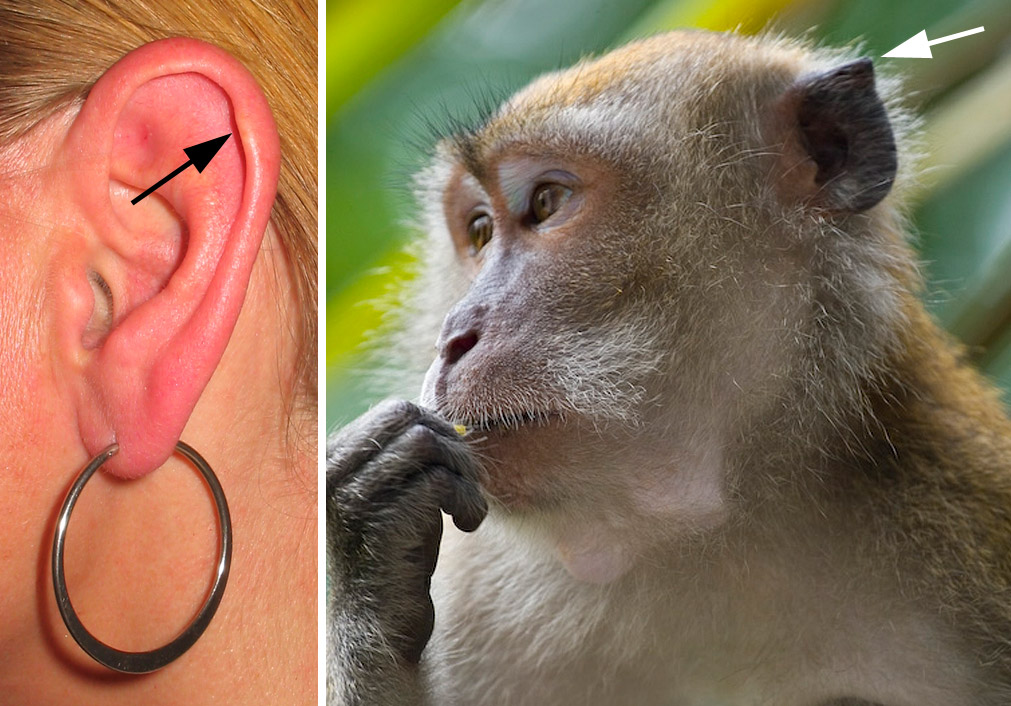
Tubérculo de Darwin.

Charles Darwin já estava mais familiarizado com o conceito de estruturas vestigiais, embora esse termo para elas ainda não existisse. Ele listou vários exemplos delas em humanos no livro The Descent of Man. Seus exemplos incluem os músculos da orelha, os dentes do siso, o apêndice, o osso da cauda, os pelos do corpo e a prega semilunar no canto do olho. Darwin também observou, em a Origem das Espécies, que uma estrutura vestigial pode ser inútil para sua função primária, mas ainda retém papéis anatômicos secundários:
| “ | Um órgão que serve para duas finalidades, pode se tornar rudimentar ou totalmente abortado para uma, mesmo a finalidade mais importante, e permanecer perfeitamente eficiente para a outra (...) Um órgão n pode se tornar rudimentar para seu propósito adequado e ser usado para um objeto distinto. | ” |

## Conceito científico
É importante ressaltar que vestigial não significa que o órgão ou estrutura não tem função, pode-se sim ter alguma nova função ou desempenhar tarefas secundárias, mas com evidências de uma função antiga presente em algum outro ser vivo com um grau de parentesco. O processo de adaptação é a causa de um órgão perder ou mudar a sua função, ganhando um novo recurso ou perdendo a função ancestral, dirigida pela deriva genética e/ou pela seleção natural, ocorrendo modificações graduais de estruturas já existentes.
As estruturas vestigiais são classificadas como homólogas quando comparadas uma espécie à outra, cujo desenvolvimento tem a mesma origem embrionária, porém em diferentes espécies perderam a sua função ou desenvolveram uma nova função de menor importância, podem ser órgãos, genes sem desempenhar função ou outro tipo de estrutura no organismo do ser vivo, até mesmo refletindo um "comportamento vestigial".
Algumas estruturas podem até ter alguma utilidade limitada a um organismo, mas podem degenerar ao longo do tempo. O ponto principal não é que eles não possuam nenhuma utilidade, mas que eles não conferem uma vantagem significativa o suficiente em termos de aptidão para o indivíduo. É complicado afirmar que uma estrutura vestigial é prejudicial ou não ao organismo a longo prazo, pois o futuro da evolução não é previsível, o que não tem qualquer utilidade no presente pode se desenvolver em algo útil no futuro.

### Interpretação seletiva do conceito
Negacionistas da evolução muitas vezes distorcem o conceito de estruturas vestigiais, usando táticas como a citação fora do contexto para alterar o significado pretendido dessas estruturas. Para isso, passagens de materiais científicos são recolhidas e interpretadas de maneira seletiva, enfatizando o aspecto de "sem função" das estruturas vestigiais como sendo sua definição e ignorando seu contexto evolutivo mais amplo. Com essa premissa, argumentam que se uma estrutura vestigial for encontrada desempenhando alguma função, isso nega sua natureza vestigial e, portanto, desafia a ideia da evolução. Contudo, ainda em 1859, Charles Darwin já tinha observado que uma estrutura vestigial poderia ser inútil para sua função primária, mas ainda manter funções anatômicas secundárias. Essa abordagem distorcida desconsidera a compreensão científica atual das estruturas vestigiais, que reconhece que essas características podem ter perdido sua função original ao longo do tempo, mas ainda podem desempenhar papéis secundários importantes.
| Nome da estrutura vestigial | Principal função anterior                         | Tarefa anatômica secundária que continua a ser desempenhada                             |
| --------------------------- | ------------------------------------------------- | --------------------------------------------------------------------------------------- |
| Dentes do Siso              | Função de ajudar a moer tecidos vegetais rígidos. | Contribui ocupando os espaços vazios em caso de perda de mais dentes molares na arcada. |
| Apêndice vermiforme         | Função digestiva ligada à digestão da celulose.   | Contribui para a imunidade intestinal e a reserva da microbiota, como as bactérias.     |
| Cóccix                      | Função de assistência no equilíbrio e mobilidade. | Contribui ancorando ainda os vários músculos pélvicos, como toda cauda animal faz.      |
| Prega semilunar             | Função de proteção e/ou limpeza do globo ocular.  | Contribui ainda com o mantimento da drenagem das lágrimas, como toda nictitante faz.    |
| Esporão pélvico             | Função locomotora nos ancestrais dos ofídeos.     | Contribui permitindo estímulos por toque durante o acasalamento, como os membros fazem. |
| Ossos pélvicos em cetáceos  | Função locomotora nos ancestrais dos cetáceos.    | Contribui ancorando os músculos da genitália, como a pélvis de outros animais faz.      |

### Conceito de estruturas rudimentares

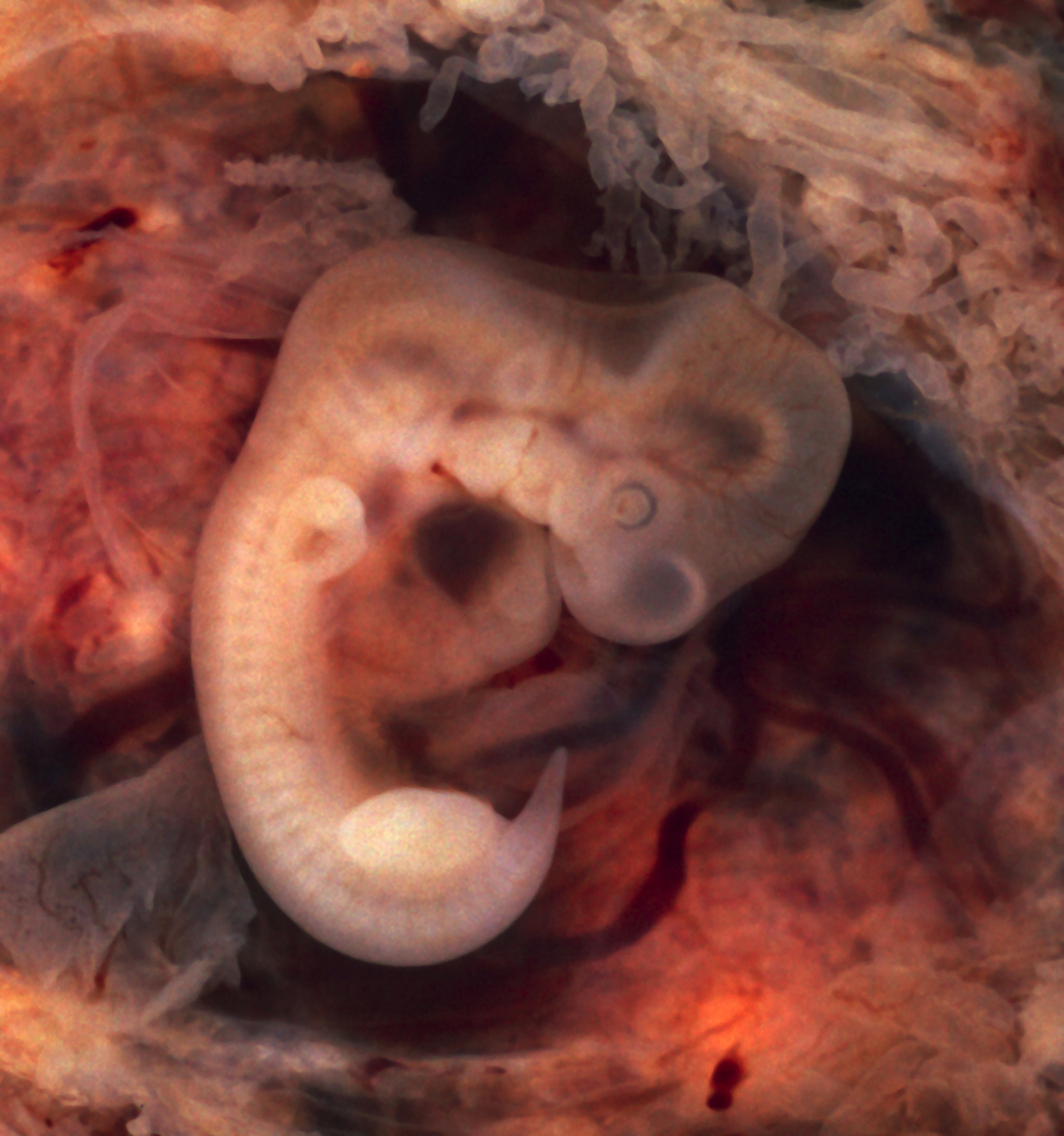
Os embriões iniciais de várias espécies apresentam algumas características ancestrais, como a cauda deste embrião humano. Essas estruturas rudimentares normalmente desaparecem no desenvolvimento posterior, mas isso pode não acontecer se o animal tiver um atavismo.

Embora os termos estrutura vestigial e estrutura rudimentar sejam frequentemente usados como sinônimos, há uma clara distinção entre eles. Estruturas rudimentares são parcialmente transformações formadas ou incompletas de uma característica de desenvolvimento e são encontradas apenas em embriões, enquanto estruturas vestigiais são remanescentes evolutivos de uma característica ancestral e são encontradas em adultos. De forma grosseira, o rudimento surge e depois é retido pela ação de um gene, enquanto o vestígio dura por toda a vida do indivíduo.
O atavismo pode surgir em um organismo no estágio embrionário a partir desse recurso. Acontece que uma mutação casual pode desencadear uma extensão do desenvolvimento desse rudimento embrionário. A presença de um rudimento embrionário é em parte a consequência do compartilhamento de genes reguladores entre diferentes tecidos e órgãos e a dificuldade de remover inteiramente um primórdio. No último caso, se o desenvolvimento de uma estrutura rudimentar não for devidamente interrompido pela ação de um gene, o indivíduo nasce com a estrutura atávica.
Todos os mamíferos têm uma cauda em algum ponto de seu desenvolvimento; em humanos, uma cauda rudimentar está presente por um período de 4 semanas, durante os estágios 14 a 22 da embriogênese humana. Esta cauda é mais proeminente em embriões humanos de 31 a 35 dias de idade. Esta cauda é retida formando o cóccix, que é o resto vestigial da cauda humana perdida.  Em casos raros, o defeito congênito, na reabsorção da cauda rudimentar, resulta em uma estrutura atávica semelhante a uma cauda curta presente no nascimento e que geralmente podem ser removidas cirurgicamente.
| Estrutura rudimentar                                            | Estrutura vestigial                                 |
| --------------------------------------------------------------- | --------------------------------------------------- |
| Cauda longa em embrião humano por um período de 4 semanas       | Cauda atrofiada denominada cóccix                   |
| Perna cumprida em embrião de cobra Python próxima à coacla      | Perna vestigial denominada esporão pévico           |
| Cauda longa em embriões de aves como frangos (Gallus gallus)    | Cauda fusionada denominada pigóstilo                |
| Membro traseiro em embriões de golfinhos (Stenella attenuata)   | Pelve vestigial em golfinhos e baleias              |
| Dentição rudimentar em fetos de baleias desdentadas (Mysticeti) | O epitélio com vários alvéolos dentários vestigiais |
| Múltiplos dígitos em cavalos embrionários de 29-35 dias         | Ossos denominados como ossos da tala                |

## Exemplos
As estruturas vestigiais são uma assinatura da evolução, uma evidência de que a evolução existe, e a história dessa evolução está escrita em todo o corpo dos seres vivos. Para melhor esclarecimento de como essas estruturas podem ser encontradas em diversos organismos, inclusive nos seres humanos, segue-se alguns exemplos.

### Vestigialidade em animais humanos
No decorrer das interpretações acerca do que é uma estrutura vestigial houve muita discussão sobre quais seriam realmente os vestígios no corpo humano - praticamente todos os órgãos endócrinos e linfáticos já foram considerados um dia vestigiais, sendo que aproximadamente 180 órgãos já foram considerados vestigiais depois da 1º lista de Wiedersheim. Até mesmo órgãos extremamente importantes, como a glândula paratireoide, eram considerados como vestígios. A principal razão dessa colocação seria que as funções dessas estruturas ainda não eram compreendidas. Com a evolução da ciência, pode-se distinguir aquele órgão que realmente não possui uma função importante, que pode ser considerada como vestigial.

#### Cauda atrofiada Cóccix
É um clássico exemplo de estrutura vestigial em humanos. A coluna vertebral é formada quase sempre por 33 e eventualmente 32 ou 34 vértebras, ligadas por articulações. O cóccix é um pequeno osso localizado na parte terminal inferior da coluna vertebral, sendo um vestígio da cauda dos ancestrais do homem. Sua função original seria auxiliar no equilíbrio e na mobilidade do ser, embora ainda apresente algumas funções secundárias (é um ponto de fixação para vários músculos pélvicos, formando o diafragma pélvico, que mantém fixos muitos órgãos na cavidade abdominal nos seres humanos). Todos os mamíferos têm uma cauda em em algum momento de seu desenvolvimento. Em seres humanos, esta cauda está presente por um período de quatro semanas, durante os estágios 14-22 da embriogênese humana. Ela é mais proeminente em embriões humanos com 31-35 dias de idade. Já houve casos de bebês humanos nascerem com tipo de cauda curta, resultado de um defeito na estrutura.

#### Apêndice vermiforme

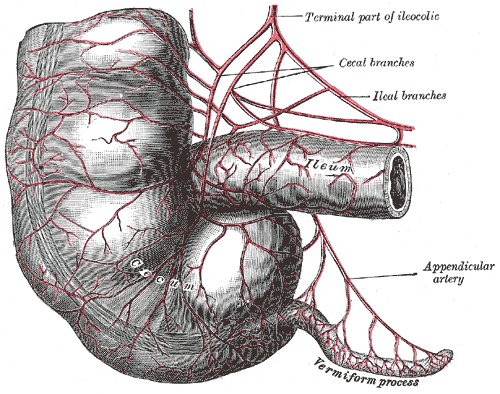
Localização do apêndice vermiforme na espécie humana.

É um órgão vestigial, proveniente do ceco, um órgão com função de digerir a celulose, herdado pelos humanos de ancestrais herbívoros. Existem órgãos análogos, em outros animais mamíferos, que continuam a desempenhar essa função. Em animais carnívoros esse órgão diminuiu de forma semelhante a apêndices. A função secundária do apêndice no ser humano pode ser proteção contra infecções por bactérias simbióticas que ajudam na digestão.  "O apêndice é rico em tecido linfóide, contribui para a imunidade intestinal e desempenha função importante como reserva da microbiota" que se relaciona com diversas funções imunológicas. Estudos comprovaram alta relação de remoção do apêndice com aumento de tuberculose, artrite reumatoide, diabete tipo 2 e até ataques cardíacos (apesar desta correlação ainda ser obscura). Observou-se que mesmo estando associada a um baixo risco de subsequente colite ulcerosa, a apendicectomia é seguida por um risco aumentado de doença de Crohn. Uma hipótese para o seu tamanho, seria que a seleção natural seleciona tamanhos menores, pois apêndices maiores seriam mais suscetíveis à infecções.

#### Pelos corporais
Temos músculos ligados aos nossos folículos pilosos que se contraem, fazendo nossos pelos corporais se arrepiarem quando estamos com frio ou medo. Por isso se fôssemos peludos, como os chimpanzés, a contração desses músculos faria com que a superfície da nossa pelagem fosse aumentada, mantendo-nos aquecidos, ou tornando-nos aparentemente maiores e mais ameaçadores aos inimigos. Porém não somos peludos, por isso ficamos apenas com a pele arrepiada, o que indica que os humanos vieram de ancestrais mais peludos.

#### Dentes do siso
São os terceiros molares vestigiais que os ancestrais humanos utilizavam para ajudar na trituração do tecido vegetal. Os crânios de ancestrais humanos tinham mandíbulas maiores, com mais dentes, que foram provavelmente usados para ajudar a mastigar folhas, que possuem uma rígida parede celular. Como houve uma mudança na dieta humana, as mandíbulas diminuíram pela seleção natural, mas os terceiros molares, ou "dentes do siso", ainda podem se desenvolver na boca humana. Atualmente, os dentes do siso tornaram-se inúteis e até prejudiciais, sendo muitas vezes necessária sua remoção cirurgicamente.

#### Musculatura das orelhas
Em muitos macacos, as orelhas possuem os músculos muito mais desenvolvidos do que os dos seres humanos e, portanto, têm a capacidade de mover os seus ouvidos para ouvir melhor as ameaças em potencial. Porém, nos seres humanos, entre outros primatas hominídeos, como o orangotango e o chimpanzé, os músculos da orelha são pouquíssimo desenvolvidos e não funcionais, mas ainda grandes o suficiente para serem identificáveis. Essa incapacidade de mover o ouvido nos primatas é compensada, principalmente, pela capacidade de virar a cabeça em um plano horizontal, uma habilidade que não é comum à maioria dos macacos. A estrutura externa da orelha também mostra algumas características vestigiais, como o nó ou ponto na hélice da orelha conhecida como tubérculo de Darwin que é encontrado em cerca de 10% da população.

#### Cromossomo 6
As características vestigiais também podem surgir a nível molecular. No cromossomo 6 humano há uma sequência de DNA que se assemelha ao gene codificador da enzima CMAH (hidroxilase do ácido CMP-N-acetilneuramínico), mas no humano essa sequência tem uma deleção de 92 pares de bases. A maioria dos mamíferos, inclusive os primatas, como o chimpanzé, produzem essa enzima em abundância, que converte um açúcar ácido de uma forma para outra na superfície das células, por isso temos uma composição bioquímica diferente em nossas membranas celulares. Com isso, esse é um gene não funcional, e se torna difícil conciliar com a crença de que os humanos foram criados em sua forma atual (complexidade irredutível), sendo a presença desse cromossomo uma forte evidência de que os humanos descenderam com modificações de ancestrais que produziam a CMAH.

### Vestigialidade em animais

#### Asas vestigiais
O avestruz, as emas e outras aves não voadoras possuem asas presentes, porém muito pequenas para exercer a função de voar, que é a principal função dessa estrutura, tendo ainda certa funcionalidade no equilíbrio, na direção durante a corrida, exibições sexuais e social, mas para o voo ela é inutilizada, todos avestruzes ainda possuem os dois dedos preservados nas asas (com garras). O pinguim também possui asas que não tem a finalidade do voo, desenvolveram a habilidade do nado com essas asas, tendo uma nova função substancial. Mas claramente ambos os exemplos descenderam de ancestrais que usavam as asas para voar.
Um exemplo dos insetos são as formigas, que perderam as suas asas, mas não a capacidade de desenvolvê-las. Somente as formigas rainhas e os machos possuem as asas, mas as formigas operárias não possuem, provavelmente porque sua vida no subsolo tornou desnecessária essa estrutura.

#### Olhos vestigiais
Vários animais que vivem em ambientes escuros, como cavernas ou no subsolo, tiveram a perda ou a redução dos olhos, já que não se apresentava necessário tê-los nessas condições do ambiente. A explicação para tal perda seria que, quando um gene ligado à visão sofre alguma mutação negativa que o faz perder parte da funcionalidade em animais que necessitam desse sentido para sobreviver, a seleção natural se encarrega de remover essa mutação imediatamente; porém se o ambiente em que esse animal vive não depende da visão, é escuro, e esse sentido torna-se inútil, então acumulam-se várias mutações negativas que não são removidas, a funcionalidade se perde, e acaba por sobrar apenas um vestígio do que foram olhos. A cecília ou cobra-cega, espécie de anfíbio com hábitos escavadores, por exemplo, apresenta olhos vestigiais, uma vez que não são necessários no ambiente em que esse animal habita. O mesmo ocorre com certos peixes cavernícolas e algumas espécies de salamandra.

#### Ossos vestigiais
As cobras possuem vestígios de apêndices, mas não possuem pernas, ao dissecar e examinar com atenção a estrutura interna desse animal, encontram-se pequenos ossos semelhantes aos da bacia e das pernas de animais que possuem apêndices, esse vestígio de bacia não está nem ao menos ligadas à estrutura vertebral, como em sua evolução ocorreu a perda desses apêndices, externamente não são evidentes, mas internamente retiveram a estrutura óssea que era encontrada em seus ancestrais. Além disso, na maioria das cobras o pulmão esquerdo é muito reduzido ou ausente. Alguns lagartos "sem patas" carregam vestígios de patas rudimentares dentro da pele, indetectável do lado de fora. As baleias são um clássico exemplo da presença de ossos de quadril, sem nenhuma função, proveniente de sua descendência de um mamífero terrestre.

#### Nervo laríngeo
O nervo laríngeo é um nervo craniano que parte diretamente do cérebro e não da medula, como é mais comum, sendo uma ramificação do nervo “vago”, que tem este nome porque ele “vagueia” pelo corpo e é utilizado em diversas funções. Um de seus ramos parte de cada lado do pescoço e se dirige à laringe. Uma parte chega à laringe diretamente, mas outra parte chega a ela por um caminho bem longo, ele se dirige para “baixo”, para dentro do tórax, caminha até o coração, dá a volta em uma de suas artérias e volta para cima, até atingir a laringe. Essa Gambiarra evolutiva com esse caminho diferente do nervo explica-se somente à luz da evolução, nos peixes o nervo vago em direção as guelras, passando por sobre a aorta ventral, mas conforme as modificações, sempre mínimas e graduais, ocorriam com a evolução, a posição relativa dessas partes do plano corporal mudava, o coração migrava, suas artérias se posicionavam em novo espaço e o nervo vago, devido a sua disposição inicial, precisava ficar um pouco mais longo para contornar a aorta. O caminho foi ficando um pouco mais longo em anfíbios, mais longo em répteis e bastante longo em humanos, sendo necessário nos humanos que o nervo laríngeo dê uma grande volta para chegar a um ponto que está a apenas 3 ou 4 centímetros de sua origem craniana. O exemplo mais bizarro seria o da girafa, como sua a aorta se encontra no tórax, e o tórax encontra-se muito distante do crânio, o nervo laríngeo “caminha” 4,5 metros em uma girafa adulta, quatro metros e meio, para chegar a uma posição a centímetros da origem do nervo.  Segundo  Wolf-Ekkehard Lönnig, no entanto, este nervo da girafa também inerva esôfago e traqueia, além de "dá vários filamentos cardíacos para a parte profunda do plexo cardíaco".

#### Olhos dos vertebrados
Uma das estruturas dos olhos que são imperfeitas devido aos vestígios da evolução seria a retina, a mesma se encontra de trás para frente, suas fotocélulas estão apontadas para trás, lado oposto da cena a ser observada, os nervos que ligam essas fotocélulas ao cérebro percorrem toda a superfície da retina, e com isso os raios luminosos precisam atravessar um tapete de fios reunidos em massa antes de atingir as fotocélulas, esses nervos tem que atravessar a retina e voltar ao cérebro para levar as informações, todos esses nervos passam por uma única abertura, chamada de ponto cego, pois realmente é um ponto cego em nossa visão, ou seja, no decorrer do início da evolução dos vertebrados, ocorreu essa inversão e a seleção natural tratou de contorná-la para a visão não ser prejudicada.

#### Pseudogenes
É uma região de uma molécula de DNA que fortemente se assemelha à sequencia de um gene conhecido, mas difere do mesmo em um ponto crucial, e provavelmente não exerce função nenhuma, foram “desligados” ao longo da história evolutiva de um grupo de seres vivos, onde em outros grupos eram genes funcionais e foram danificados, mudados, provavelmente por acúmulo de mutações e perderam sua função. A origem desse pseudogene podem ser variadas como por exemplo em eventos de duplicação gênica ou por transcriptase reversa de um mRNA processado em DNA. Autores modernos atribuem funções aos mesmos

### Vestigialidade em plantas
As plantas também têm partes vestigiais, incluindo estípulas e carpelos sem função, redução de folhas em Equisetum. Exemplos bem conhecidos são as reduções na exibição floral, levando a flores menores e/ou mais pálidas, em plantas que se reproduzem sem reprodução sexuada, por exemplo, por autofecundação ou clonagem obrigatória. As estruturas vestigiais em vegetais envolvem:
- Folhas sem função ou efêmeras, como algumas orquídeas[44][45], algumas eufórbias e a maioria dos cactos.[46][47]
- Plantas sem folhas e sem clorofila, mas com organelas fotossintéticas.[48]
- Plantas com folhas e sem clorofila, e sem capacidade de fotossíntese.[49]
- Plantas com restos de lóbulos ou folíolos no plano corporal das folhas.[50]
- Plantas com flores que são estéreis e que se reproduzem por clonagem.[42]
- Plantas com frutos sem sementes.[51]
- Plantas com sementes estéreis.[52]

#### Frutos sem sementes
Alguns grupos de plantas possuem frutos partenocárpicos. Por definição, frutos partenocárpicos são aqueles onde os rudimentos seminais não se transformam em sementes ou quando formam sementes, estas são estéreis. Espécies brasileiras como a Lophogyne lacunosa são partenocárpicas: a L. lacunosa apresenta um fruto com 3,03 mm (± 0,43) X 1,5 mm (± 0,23) e seis costelas, porém, desprovido de sementes. Além do gênero Lophogyne, frutos partenocárpicos ocorrem também  nos gêneros Mourera e Podostemum.

#### Folhagem vestigial
Alguns grupos de plantas como as Voyrias assumiram a condição myco-heterotrófica, onde obtém seus alimentos através de parasitismo sobre fungos em vez de fotossíntese. As raízes dessas plantas são grossas e densamente agrupadas, formando um "ninho de pássaros" que abriga o fungo hospedeiro. Ao contrário da maioria das plantas, elas não contêm clorofila, mas desenvolvem uma folhagem vestigial semelhante a escamas reduzidas nos caules que são geralmente pálidos.

#### Folhas efêmeras
As plantas do gênero Chiloschista são geralmente ervas monopodiais sem folhas. A espécie chamada Chiloschista parishii apresenta o tipo decíduo de ausência de folhas monopodiais, contudo, podem aparecer com folhas vestigiais de vida curta. Estudos indicam que o grupo é oriundo de plantas que possuíam folhagem e que se tornaram sem folhas ao longo dos anos e das gerações, algo parecido com alguns grupos de cactos.

### Vestigialidade em fungos
Encontrar estruturas vestigiais sempre fornece muitos insights evolutivos sobre os seres vivos. Porém, encontrar exemplos no grupo dos fungos não é uma tarefa fácil. Casos mais comuns documentados na literatura envolvem parafises estéreis de fungos. Alguns casos claros de vestigialidade são pouco mencionados, mas envolvem a modificação do corpo de frutificação.

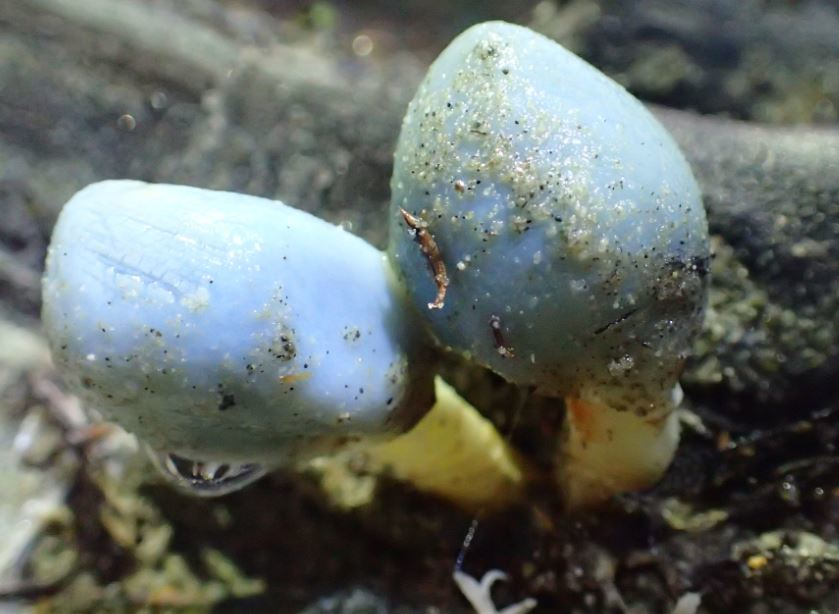
O cogumelo Clavogaster virescens assumiu uma forma gasteróide e suas lamelas estão formadas internamente

#### Lamelas vestigiais
Cogumelos da espécie Clavogaster virescens oferecem uma boa oportunidade de verificar a ocorrência de estruturas vestigiais em fungos. O esporocarpo desse cogumelo nunca se abre para formar o chapéu (píleo), mas se aberto ao meio é possível verificar vestígios de lamelas em forma de favo de mel que certamente foram funcionais em seus ancestrais. Nos cogumelos convencionais, essas lamelas são utilizadas como meio de dispersão de esporos. No Clavogaster virescens que assumiu uma forma gasteróide ao evoluir e nunca abre sua capa, as lamelas se mantiveram dentro do corpo de frutificação de maneira vestigial, que revela uma ancestralidade guelada.

#### Volva remanescente

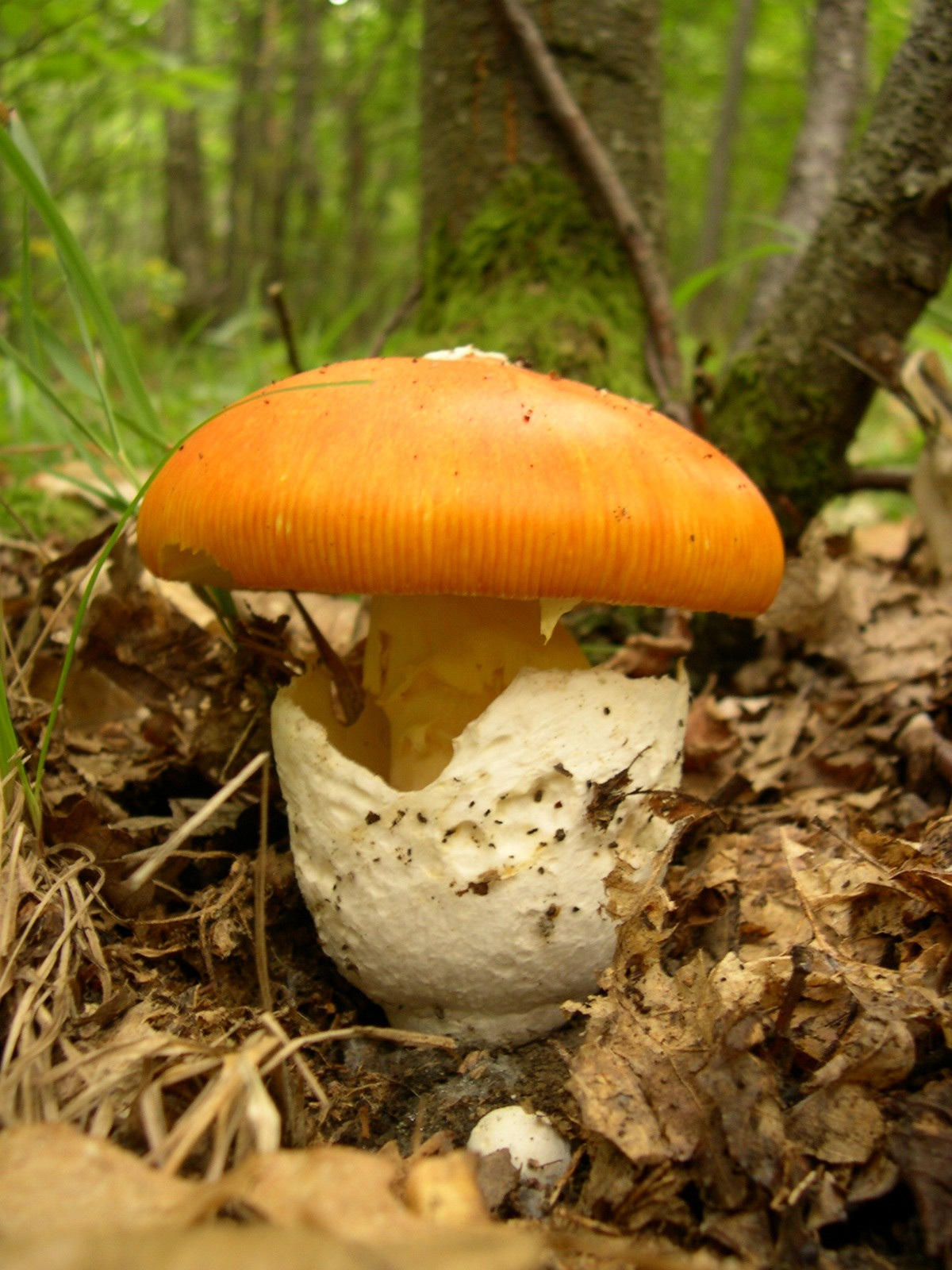
A volva é o resto vestigial do véu universal (na imagem, um Amanita caesarea).

A volva, uma estrutura em forma de xícara na base de alguns cogumelos, é o resto vestigial do véu universal — um tecido membranoso temporário que envolve totalmente os corpos de frutificação imaturos de fungos gasteróides. A volva está bem presente entre os espécimes de fungos integrantes do gênero Amanita e a literatura apresenta a espécie Amanita rubescens como um exemplo cuja estrutura é vestigial.

#### Restos de tentáculos
Aseroe floriformis é uma espécie de fungo do gênero Aseroe que possui seu receptáculo em forma de girassol com restos vestigiais dos "tentáculos" ou braços que construíam ramos radiantes nos seus ancestrais. Os corpos de frutificação maduros dos demais espécimes do grupo Aseroe ainda possuem os tentáculos, como é o caso da espécie Aseroe rubra, que atestam a modificação dessa espécie de fungo e a vestigialidade dos braços.

### Vestigialidade em protistas
As Euglenas são um grupo de protistas flagelados de uma única célula. O grupo geralmente possui cloroplastos fotossintetizantes, o que permite que se alimentem por autotrofia, como as plantas. No entanto, euglenas podem se alimentar de forma heterotrófica, como os animais, explorando um mecanismo que envolve a absorção de nutrientes por osmotrofia.
As euglenas tiveram a fagocitose como o modo primitivo de nutrição: por meio de um citostomo, sustentado por microtúbulos, presas como bactérias e pequenos flagelados eram ingeridos. Porém, ao evoluir e explorar a fototrofia e osmotrofia como principais mecanismos de alimentação, o citostomo das euglenas tornou-se vestigial, sendo uma estrutura chamada de reservatório.